# 쿠르차토프 연구소

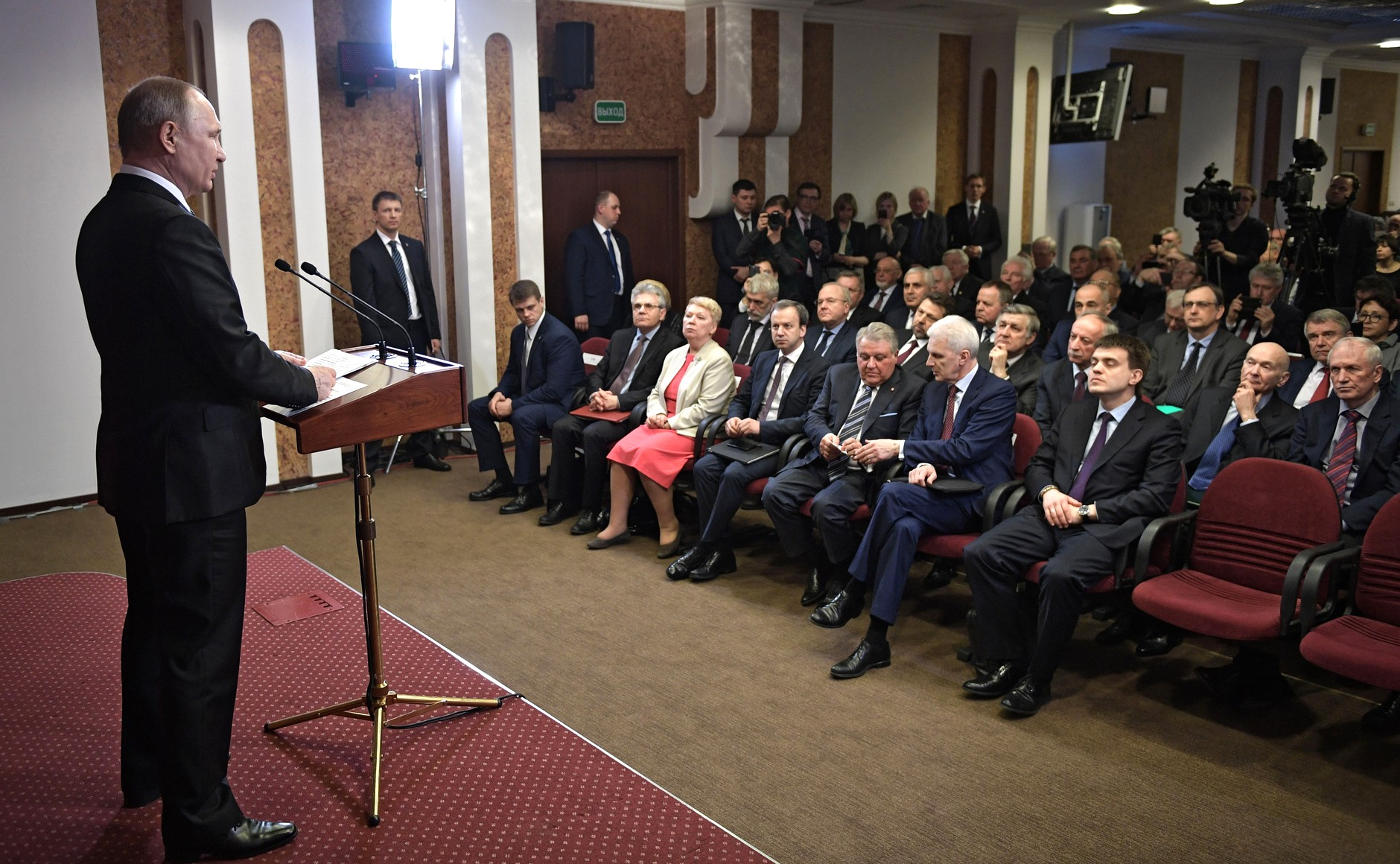
2018년 쿠르차토프 연구소를 방문한 푸틴 대통령

쿠르차토프 연구소(Kurchatov Institute)는 러시아 모스크바에 위치한 원자력 연구소이다.

## 역사
1943년 2월 11일, 러시아 핵개발의 아버지 이고리 쿠르차토프가 스탈린의 신임을 받아 설립했다.
1958년, 세계 최초의 토카막을 개발했다.
1991년 7월 8일, 한국과학기술원(KAIST, 원장 千性淳)은 1기가(10억)디램 반도체 가공에 필수장비인 1테라(1조)와트급 고출력 레이저를 개발하기 위해 최근 소련의 세계적인 레이저 전문 연구소인 쿠르차토프 원자력연구소와 레이저공동연구에 관한 협정을 체결했다.
1991년, 한국원자력연구원 김시환 박사가 러시아 모스크바의 쿠르차토프 연구소를 방문했다. SMART-100, BANDI-60 원자로를 러시아와의 기술협력으로 국산 개발에 성공했다.
1992년, 쿠르차토프 원자력 연구소에는 현재 약 6천명의 과학자가 일하고 있다. 원자로는 물론이거니와 입자 가속기도 보유하고 있으며 동구권의 학자들이 이 연구소에서 일하고 있다. 구 소련에서 처음으로 핵무기를 개발한 연구소 답게 입구는 엄중한 통제체제를 갖추고 있으며 이 연구소에서 오랫동안 일해온 소콜로프 박사도 입구에서 신분증을 제시하고 소속부서를 밝히면 수위가 일일이 전화로 확인한 후에야 통과허가를 받을 수 있다.
1995년 5월 23일, 한국원자력연구소는 최병호 박사팀이 삼성전자, 러시아 쿠르차토프 연구소와 공동으로 256메가D램이상의 반도체 제조에 사용할 수 있는 이온주입기를 개발했다고 밝혔다.
1999년 7월 30일, 러시아의 핵개발 연구기관인 쿠르차토프연구소의 주임연구원인 시빈셰프 박사에 따르면 러시아 정부의 백서는 지난 79년 원자력 잠수함 원자로 2기가 동해 제10 지구의 수심 3천ｍ 해역에 버려졌다고 발표했으나 실제로는 71년에도 제6지구의 수심 2천ｍ 해역에 2기가 투기됐다고 한다.
1999년, 쿠르차토프 연구소의 예산 중 70-80%가 비정부 부문에서 지원되고 있다.
2001년, 옛 소련 시절 핵무기 개발을 주도한 이고리 쿠르차토프 박사의 이름을 딴 쿠르차토프 연구소에서는 1990년대 중반 이후 수천명의 과학자와 연구인력들이 휠체어와 3차원 카메라, 인공 수족 등을 만드는 분야로 자리를 옮겼으나 아직도 4천-5천명이 남아 있다. 이들은 각 분야 최고 권위자들임에도 불구, 매월 1천루블(33달러) 가량의 비참한 박봉에 시달리고 있으며 그나마 3분의 1만 국가 연구사업에 투입되고 나머지는 일거리가 없는 실정이다.
2005년, 러시아 쿠르차토프연구소(RRC" Kurchatov Institute) 벨리코프(Evegany Velikhov) 소장은 세계 핵융합에너지(ITER) 연구의 최고 권위자이다.
2010년, 쿠르차토프연구소(Kurchatov Institute)s에 대규모 국립 나노기술연구센터를 건립중이다.